# Hertelendy Gábor
Hertelendi és vindornyalaki Hertelendy Gábor (Gasztony, Vas vármegye, 1742. szeptember 7. – Gyöngyös, Heves vármegye, 1820. július 26.) Csák nemzetségbeli Hertelendi Hertelendy család Vas vármegyei ágából született, császári és királyi huszár altábornagy. Részt vett az adott kor és időszak valamennyi háborújában: az osztrák–török és a hétéves háborúban.
Legjelentősebb sikereit a franciák és Napóleon ellen érte el. A 12. Nádor (Palatinus) huszárezred megalapítója és első ezredparancsnoka. A Napóleon ellen szervezett Tiszán innen felkelő nemesi hadsereg vezére dandártábornoki rangban. Hertelendy Gábor katonai pályafutása alatt sem családja nemesi nevét, sem címerét nem használta.

A hertelendi és vindornyalaki Hertelendy család címere

## Származása, és ifjúkora
A régi dunántúli tekintélyes nemesi származású hertelendi és vindornyalaki Hertelendy család sarja. Édesapja, Hertelendy Ádám, édesanyja, az ősrégi nemesi Hahót-Buzád nemzetségből származó csányi Csány Erzsébet (†1754) volt. Anyai nagyszülei csányi Csány Ferenc és nagyunyomi Akács Mária voltak. Apai nagyszülei Hertelendy Boldizsár és koronghi Lippics Erzsébet (1671-1751) úrnő voltak. Fivére, Hertelendy János (1746-1811), vasi szolgabíró, vármegyei követ; húga nemes Molnár Antalné Hertelendy Anna (1748-1810) asszony volt. Anyai nagybátyja, csányi Csány György (? -†1767), Zala vármegye alispánja, földbirtokos volt. Hertelendy Gábor Gasztonyban nevelkedett, olvasmányait tekintve a katonatörténetek, főleg a huszárok bátor, vakmerő csatái kötötték le legjobban. Iskoláit a családi hagyományok alapján Kőszegen végezte.
Családja gazdálkodásra és vármegyei közhivatalra szánta, azonban a katonai pálya érdekelte. Helyette öccse, János lett közbirtokos, Vas vármegyei főszolgabíró, követ. Titkon, szülei tudta és akarata ellenére, 17 évesen beállt közhuszárnak Kálnoky Antal gróf huszárezredébe, Esztergomban.

## Katonai pályának kezdete
Kitartó szorgalmával és kitartásával 8 év 3 hónap közlegénység után, 1767. március 1-jével az ezredes segédtisztje lett. 1776. május 1-jétől főhadnaggyá, 1783. május 21-vel másod, és 1787. december 16-tól főszázadossá nevezték ki. Több háborúban vett részt, így 1759–1762-ig a Hétéves porosz háborúban. Lehetőségei a török háborúban tovább bővültek, már 1789. szeptember 16-án, a kimpolungi eseményeknél a kitüntetettek közé került.

## A franciák és Napóleon ellen
Hírnévre a napóleoni háborúk során emelkedett. 1793. május 17-én Offenbach és Eßlingen elleni előnyomulásban kiemelkedő tettet hajtott végre. Majd az Elzászba történő visszavonuláskor, 1793. december végén megsebesült. Ezekért 1794. január 15-én őrnaggyá léptették elő. Felgyógyulása után Karl Freiherr von Riese tábornok dandárjánál az előőrsök vezetésével bízták meg. Tapasztalatainak, rátermettségének köszönhető, hogy a Maas folyón, majd május 29-én Boiselleből Dinanton keresztül történő visszavonulás szinte sértetlenül sikerült. Ezek jutalmául 1797-ben alezredessé léptették elő. A cassanói csata 1799. április 27-én a Mária Terézia Rend kis ezüst keresztjét jelentette neki 1801-ben. A cassanói csatában az Ott és a Zopf osztályok a hadsereg jobbszárnyát képezték, és Jean Victor Moreau francia tábornok támadásait már alig bírták, már bomlás előtt álltak. Vaprió a franciák kezére került, és a császári jobbszárny a megsemmisülés előtt állt, amikor Hertelendy Gábor az osztálya élén az ingadozó jobbszárny oldalán termett. Egymás után követő rohamokkal támadta a francia balszárny közepét, amely során néhány osztályt, majd az egész ezredet parancsnoksága, vezénylete alá vonta. Az eseményeket megfordította, és a vesztes ütközetből fényes győzelem lett. Az ütközet során visszafoglalták az elvesztett területet, úgy hogy az ellenség főhadiszállását is elfoglalták. Majd hasonlóan harcolt Trebiónál, Novinál, ahol megsebesült. Érdemei elismerése képen 1800. augusztus 24-én kinevezték ezredesnek. Ezrede az újonnan szervezett és alapított 12. Nádor huszárezred, amely jász-kun és hajdú huszárokból lett toborozva. A jász, kun, hajdú huszárok nagyon különleges hírnévnek örvendtek, amelyre Hertelendy Gábor egész élete során büszke volt. Az ezred huszárjai és parancsnokuk között a bizalom és a szeretet nagyon egyedi és kölcsönös volt. A harmadik koalíciós háborúban Rohan tábornok dandárjába lett beosztva. Az ezrede, Karl Mack von Leiberich vesztes ütközetei, bizonytalankodásai miatt beszorult, a rosszul védhető Ulm várába. A franciák Joachim Murat vezetésével bekerítik, majd körbezárják a császári hadsereget. A tudás és létszámfölényben lévő francia hadsereg ellen semmi esélyük sem volt. 1805. október 17-én Mack von Leiberich, 23 000 emberével, szégyenteljes feltételekkel megadta magát. A jelen lévő I. Ferdinánd főherceg, trónörökös a különös eseményekre való tekintettel 1805. október 15-én zártkörű tanácskozáson bizalmasai tanácsait, elképzeléseit követelte. Majd 1805. október 16-án hajnal előtt, a 12. Nádor huszárezred élén Hertelendy Gábor huszárezredessel, áttörte a franciák záróvonalát. Az élen haladó Hertelendy Gábor megerősített négy századdal, kerülő úton a csehországi Egeg városa irányába indult. A többi század a huszárcselt hajtotta végre. A csehországi irányban lovagló, és szinte pihenés nélkül menekülő századokat nem érte támadás útközben, pedig köztük lovagolt közhuszár ruhában I. Ferdinánd trónörökös.[forrás?]

## Austerlitz után
Hertelendy Gábor huszárezredes harcolt Austerlitznél is. Majd 1808. január 22-én Ferdinánd főherceg dandártábornokká nevezte ki, és a Tiszán innen felkelő nemesi hadsereg vezetésével bízta meg. Mivel még nem volt arcképe, 1808-ban a főherceg, nádor kívánságára rajzoltatta le magát. A kívánság alapján, egyik másolat hátuljára leírta élete történetét. Ez a rajz és élettörténet szolgált alapjául az 1870. február 20-i Vasárnapi Ujság 17. évfolyamának 8. számában élettörténete megemlékezésére, halálának 50. évfordulója alkalmából. A Bécsi béke után Galíciában szolgált. 1814-ben megsebesült, egy régi sebesülése is kiújult. Nyugalomba vonulását kezdeményezték altábornagyi rangban. Gyöngyöst választotta nyugalomba vonulásának helyéül, huszárezrede állomáshelyét.

## Visszavonulása, halála
A 12. Nádor huszárezred 1800. október 26-án került Gyöngyösre, ahol állomáshelye lett kijelölve. A Nádor huszárezred a waterlooi csata után tért vissza Gyöngyösre, ahonnan 1829-ben a csehországi Saazba vezényelték. A 12. Nádor huszárezred "Emlékkönyvében" Hertelendy Gábor huszár altábornagy a huszárezred alapító atyjaként lett bevezetve. Az ulmi kitörés alkalmából keletkezett Hertelendy-indulót a Nádor huszárezred indulójának nyilvánították. Amennyiben arcképe alapján felismerhetők arcvonásai a Gyöngyösön felállított Nádor közhuszár szobrán, az a hálás ezredtulajdonos, főherceg-nádornak köszönhető. Hertelendy Gábor vagyonát végrendeletében Gyöngyös városára hagyta. Célja egy katonai akadémia létrehozása volt, talán emlékének megőrzése. 1820. július 26-án hunyt el, és Gyöngyös Felsővárosi temetőjében nyugszik. Budapesten és hajdani állomáshelyén, Gyöngyösön is utcát neveztek el róla. Soha nem nősült meg, utódja nem volt.